# ナタリア・シコレンコ
ナタリア・シコレンコ （Natalya Shikolenko、ロシア語: Наталья Шиколенко、1964年8月1日 - 2025年5月15日）は、ベラルーシの陸上競技選手。独立国家共同体代表として出場した1992年バルセロナオリンピックのやり投で銀メダルを獲得した。ウズベク共和国アンディジャン出身。

## 経歴
シコレンコは、ソ連代表として、1987年の世界選手権に出場しているが、予選で敗退。1990年にはアメリカのシアトルで行われたグッドウィルゲームズで優勝している。この大会の2位には、妹のタチアナ・シコレンコが入っている。1991年の東京で行われた世界選手権では、11位と結果は振るわなかった。
ソビエト連邦が崩壊して最初のオリンピックとなった1992年バルセロナオリンピックでは、1投目に68m26を投げリードを保つが、ドイツのシルケ・レンクが5投目に68m34を投げ逆転。シコレンコは最終投てきでも逆転できずわずか8cmの差で銀メダルとなった。
1993年からベラルーシ代表となり、同年にはシュトゥットガルトで開催された世界選手権に、妹のタチアナとともに出場。ノルウェーのトリネ・ハッテスタート、ドイツのフォルケルに次いで3位となる。妹のタチアナは姉のナタリアに次いで4位入賞を果たしている。
1994年には71m40を投げこの年の世界ランク1位を記録。翌1995年のイェーテボリで開催された世界選手権では、67m52で2位のルーマニアのフェリシア・ティレアに2m以上の差をつけ世界選手権を制した。
シコレンコの最後のオリンピックとなった1996年アトランタオリンピックでは、予選を62m32で決勝進出したものの、決勝では58m54と決勝進出者中最下位の12位という成績であった。
2025年5月15日に死去。61歳没。

## 主な実績
| 年   | 大会                     | 場所                       | 種目   | 結果      | 記録  |
| ---- | ------------------------ | -------------------------- | ------ | --------- | ----- |
| 1987 | 世界陸上競技選手権大会   | ローマ(イタリア)           | やり投 | 14位（h） | 60m40 |
| 1991 | 世界陸上競技選手権大会   | 東京(日本)                 | やり投 | 11位      | 58m82 |
| 1992 | オリンピック             | バルセロナ(スペイン)       | やり投 | 2位       | 68m26 |
| 1993 | 世界陸上競技選手権大会   | シュトゥットガルト(ドイツ) | やり投 | 3位       | 65m64 |
| 1994 | IAAFグランプリファイナル | パリ(フランス)             | やり投 | 1位       | 68m26 |
| 1995 | 世界陸上競技選手権大会   | ヨーテボリ(スウェーデン)   | やり投 | 1位       | 67m56 |
| 1996 | オリンピック             | アトランタ(アメリカ合衆国) | やり投 | 12位      | 58m56 |

- hは予選